# 특수부대

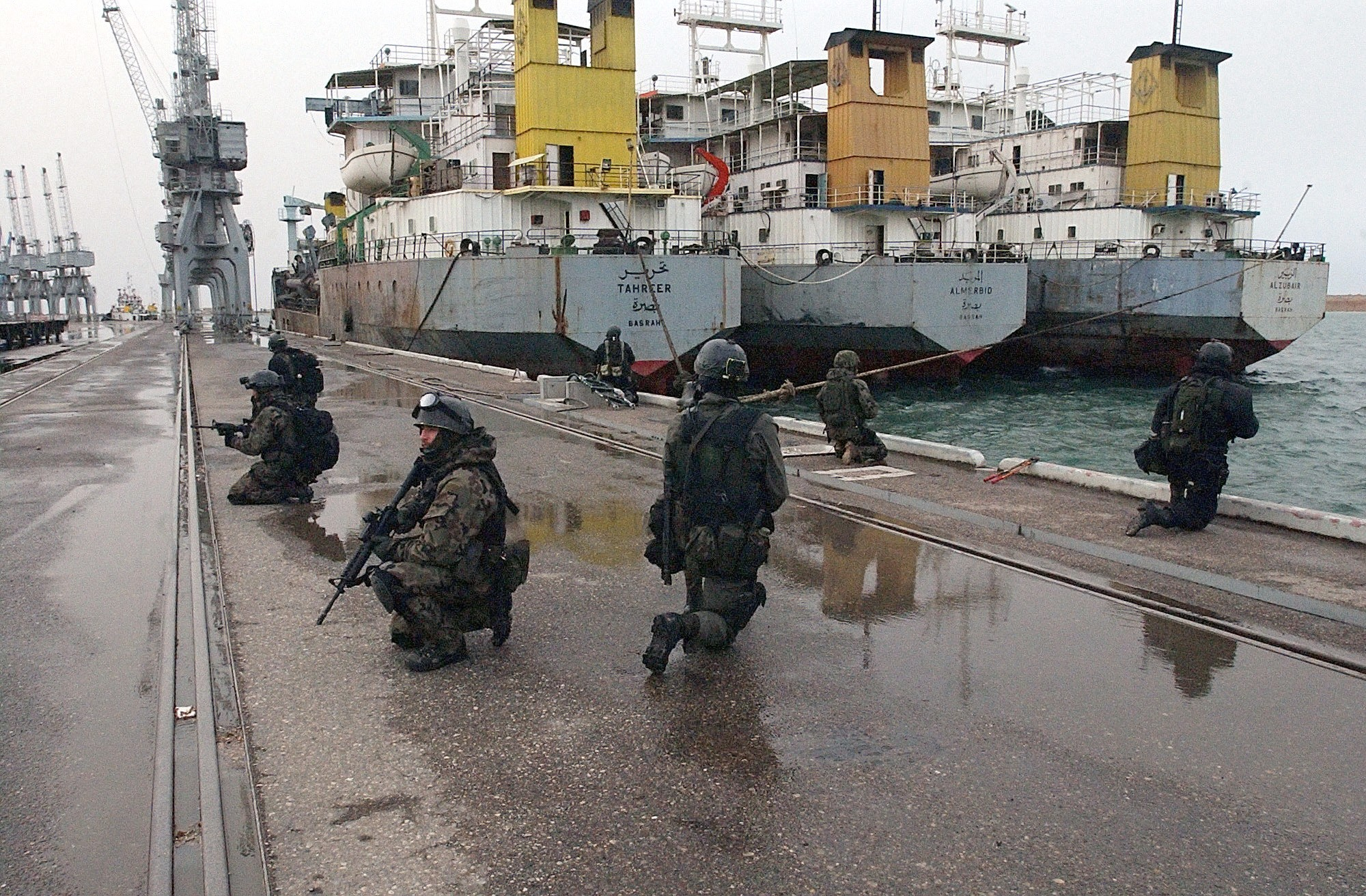
GROM (폴란드)의 특수부대

특수부대(特殊部隊, 영어: special forces) 또는 특수작전부대(特殊作戰部隊, 영어: special operations forces)는 비정규전 혹은 특수전에서 특수작전을 수행하기 위해 특별히 편성, 훈련된 인원으로 구성된 부대를 말한다. 우리나라에는 육군특수전사령부, 해군 특수전전단(UDT/SEAL) 등의 특수부대가 있다.

## 신상 기밀에 관하여
사진에서 얼굴을 가린 이유는 이들의 신상 자체가 군사기밀이기 때문이며, 특수부대의 특성상 얼굴이 알려지면 비밀 임무를 하기 어려워지거나, 테러와 암살의 표적이 되기 쉽다. 보통 사진에서 얼굴이 보이거나 알려지는 특수부대원도 있는데, 현역에서 물러났거나, 전사했거나, 계급이 높다.(단순히 높은 게 아니라 장성 수준이다.) 특수부대는 부대 특성에 따라 다르지만 (대령쯤 되는 장교도 전쟁터에 총들고 뛰어다니는 경우가 생길 수도 있다.) 여러 사유로 이미 얼굴이 다 알려지거나 보안 수준이 높을 필요가 없어져 굳이 얼굴을 가릴 이유가 없기 때문이다.(특수전사령부 같은 조직의 장성은 어차피 여러 차례 전출다니거나 해서 얼굴이 다 알려져 있는데다가, 국회 등에 인사 청문회 등을 받아야 하므로 신분을 속이는 게 불가능하다.)이다. 한국에서도 특수부대원들이(707 특수임무단, UDT/SEAL의  특임팀처럼 유사시 특수 임무를 수행할 가능성이 높은 부대들) 홍보차 방송 등에 나올 때면 항상 마스크로 얼굴을 가리고 가명을 쓴다. 제대로 전문화되어 대접 받는 해외 특수부대의 경우에는 아예 요원 개인에 대한 언론사의 촬영과 인터뷰 자체를 금한다.

## 정의와 역할, 특징
수색전, 게릴라 활동, 첩보 활동, 비밀 작전, 파괴 공작, 심리전, 대테러전와 같은 특수전을 전문적으로 수행하는 정예부대이다.
군에 대해 문외한인 사람들이 흔히 특수부대로 착각하는 해병대의 경우에는 해상에서 적진을 향한다는 상륙작전이라는 임무 자체는 특별하지만, 상륙한 후에는 일반 육군과 마찬가지로 보병, 포병, 기갑 등이기 때문에 특수부대는 아니며 공수부대 역시 마찬가지다. 공수부대와 해병대는 정예부대이지 특수부대가 아니다.
특수부대 쪽에 대해 잘 모르는 사람들 사이에선 특수부대에 관한 오해가 많은데, 그 중의 대표적인 것은 힘든 훈련을 하는 부대=특수부대라는 오해이다. 특수부대는 단순히 훈련의 강도를 기준으로 나뉘는 게 아니라, 특수전/비정규전이라는 '임무'를 가진 부대를 말하는 것이다. 그런 특수한 임무 때문에 강도 높은 특수한 훈련이 따르는 것이지 힘든 훈련을 하거나 기타 이유로 군생활이 힘들다고 해서 특수부대가 되는 것은 아니다. 
특수부대는 단순히 힘든 훈련만 하는 부대가 아니라, 개인이 할 수 있는 가장 극한 수준으로 전문화/고급화 된 보병이다. 이 때문에 단순히 힘든 훈련만 잘하는 싸구려 보병 인력이 아니라 각종 무기 제원과 전술 전략, 군사학, 정보활동교리 등에도 몹시 해박해야 한다. 유사 시에는 단독, 혹은 많아봤자 10여명 단위로 투입되어 전쟁에 승패에 크게 영향을 미치는 매우 중대한 국가 비정규전을 총괄하는 고급인력이기 때문이다.
이 때문에 말만 특수부대원인 경보병이 아니라, 정말 제대로 된 알짜배기 작전대원 1인을 양성하는 것은 정말 어마어마한 시간과 비용이 투자된다. 단순하게 예를 들어, 미합중국 특수작전사령부의 분류체계에 따른 2등급 특수부대인 해군 네이비 실의 경우 2023년 기준 BUD/S와 SQT, Troop Training까지 모두 통과한 실작전 투입가능 신참요원 양성에만 3년(갓 입대한 인원은 특전단 지원 자체를 못 하니 실질적으로는 최소 4~5년 이상), 비용은 한화 약 27억(200만 달러)이 들었으며, 매년마다 주기적인 교육 훈련 및 파병 비용으로 100만 달러 이상씩 소모된다. 이는 어지간한 5~6년차 해·공군 파일럿보다도 비싼 수준이다. 백악관의 직속 명령을 받는 합동특수작전사령부의 1등급 특수부대 작전대원을 양성하는 것에는 최소 7~10년 가량이 소모되며, 평균적으로 만 30대의 나이라고 알려져 있다.
특히 이들 작전팀의 원활한 작전을 위한 공대지 전투기, 운송·퇴출 수단, UAV, 정찰·통신 위성, 화력지원부대 등을 운영하는 별도의 지원부대 창설에도 천문학적인 비용이 투자되어야 한다. 이토록 예산을 잡아먹는 괴물인데도 특수부대는 AI 드론봇이 날라다니는 현대전에 있어 절대로 없어서는 안될 존재다. 기술화 되고 전문적인 전장일수록 이들의 활약상이 더욱 커지기 때문이며, 당장의 예시로 저 드론봇의 가치를 극대화시킬 수 있는 부대가 바로 특수부대이다. 아래는 이들이 흔히 수행하는 임무이며, 특히 대테러부대의 경우(☆)에는 더 심화된 임무가 많다.
- 전선 후방 300km ○○지점에 침투하여 인근에 적의 유선 통신망이 있는지 확인하고 있을 경우 감청 장비를 설치하고 되돌아오도록.
- 적 측 작전사령부에 군단장인 ○○○가 머물러 있으니, 수단 방법을 가리지 말고 1주일 내로 제거해라.
- 적 탄약고에 잠입해서 격발 시 총 안에서 폭발하는 가짜 탄약을 섞어 넣어라.(베트남 전쟁 당시 실제로 있었던 사례. MACV-SOG 대원들은 베트콩과 월맹군 주력 소총인 AK-47 탄약에 가짜 탄약을 반입했다. 이 작전을 통해 총이 폭발해 죽는 베트콩이 속출했다.)
- 국내로 유입되는 마약들의 대규모 유통 루트를 밝혀냈다. ○○ 카르텔이 그 근원인 것으로 확인되었다. 해당 카르텔의 근거지인 ☆☆국으로 잠입하여 군경들의 눈을 피해 마약 카르텔을 소탕하고 국내 유통 루트를 차단하라. 절대로 우리가 한 짓이 ☆☆국 정부에 알려져서는 안 된다.(현대 미국이 중남미 등지에서 벌이고 있는 마약전쟁의 예시이다. 이 경우 DEA와 협동하는 경우가 많다.)
- ▀▀ 테러 단체/ oo 국가/ @@ 단체에 잠입하여 공작 활동을 가하라.
- O시에 폭탄 테러가 발생했다. 중동 ○○ 지역을 거점으로 활동하는 ▀▀ 테러 단체가 저지른 소행으로 밝혀졌다. ○○ 지역에 침투하여 반군과 접촉한 후 모든 수단과 방법을 동원해 해당 단체를 전복시키고 구역 전체를 수복하라.(게릴라 특수작전인 UW의 예시이다. 아프간 침공과 GWOT 당시 미 그린베레의 주 임무였다. 극도의 전문성을 요구한다.)
- 후방에 있는 적의 기지에 잠입, 정찰하라.
- 적국의 삼엄한 형무소에 억류되어 있는 우리국가의 인사를 구출하라.(☆)(실제로, 1989년 파나마 침공당시 델타포스가 미국 국적을 가진 파나마 자유운동가 커트 뮤즈를 구출한 적이 있다.)
- 테러리스트가 우리나라 국적의 교통수단(배, 비행기, 고속철도 등)을 장악하여 인질들을 담보로 위협을 주고 있다. 이를 막고 테러리스트를 제압, 인질들을 구출하라.(☆)(영화나 게임에서 흔히 볼 수 있는 경우. 한국의 경우 청해부대 특수전팀에서 해적들에게 피랍된 삼호 쥬얼리호에 대한 구출작전을 수행한 바 있다.)
- 테러리스트가 우리나라에 대해 테러를 하려한다는 첩보가 입수되었다. 테러발생 전에 해당 국가에 잠입, 테러 가능성을 차단하라(☆)

이런 어려운 임무를 일반 알보병 부대에게 맡기면 제대로 진행과 성과를 얻기 어렵다. 물론 일반 군인이 저런 임무를 할 수 있다면 굳이 특수부대를 만들어 거금을 투자할 필요도 없었겠지만 물론 현실은 그렇지 않다.(잘해야 소총 사격, 수류탄 투척과 각개전투 정도만 배운 일반 군인들이 고난이도 임무를 할 수 있을 것이라고 기대하는 것부터가 넌센스이다.)인원이 아무리 많더라도 특수 훈련을 받지 않은 대부분의 일반 군인은 적군의 방어선도 돌파하지 못하고 물자와 인력만 소비한 채 원래 임무는 물 건너갈 것이며 심하면 정규전으로 발전할 가능성도 크다. 위에 서술되어 있듯이, 미군 특수부대원 한 명을 쓸만하게 훈련시키는 데 한화로 평균 수십억 단위가 들어가는 것도 위 예시 같은 몹시 전문적인 특수전을 치루기 위해서다.
이런 임무를 하는 만큼, 판단의 자율성도 다른 성격의 부대보다 넓다. 일반 야전 부대는 수백~수천 명, 혹은 그 이상의 규모로 움직이며 적 부대와 전면전을 벌이고, 진지를 점령하거나 무전으로 상급 부대와 연락해 명령을 받고 그에 따라 움직이도록 훈련 받는다. 반면에 특수부대는 상황에 따라서 1~2명 정도의 소수 팀으로 움직일 때도 많고, 일반적인 보병전에는 잘 출동하지 않으며, 적과의 교전이 임무에 지장을 준다고 판단되면 회피하는 한편, 무선 침묵을 지키기 위해 임의로 판단하고 행동하는 경우도 많다. 대표적으로 미합중국 합동특수작전사령부 산하 1등급 SMU 부대들은 현장 전투지휘관의 작전 수행 방식에 사령부는 물론 심지어 백악관도 간섭하지 못 한다.
미디어에서는 일반 보병들보다 좋은 스펙의 전투복과 장비를 착용한 모습으로 보통 묘사되지만 실제로도 주로 그렇게 다니지만 종종 AK-47, RPG-7, 테크니컬 등 테러리스트 차림으로 돌아다니는 경우도 꽤 많다. 특히 테러와의 전쟁이나 IS에 잠입하여 공작을 벌이는 그런 임무라면 이런 현지인 복장 차림으로, 필요하다면 현지 언어까지도 익혀서 다닐 수도 있다.
국가마다 전술 개념이나 작전에 따라 특수부대의 성격도 다르다. 국가별로 수준도 천차만별이라 이집트의 대테러 777부대처럼 아군이고 적이고 죄다 위험하게 만드는가 하면, 경보병 수준이라 이름만 특수부대인 경우도 있고(대한민국 국군 특전부대나 러시아 스페츠나츠 소속의 대다수 인원), 미군 특수작전사령부처럼 2~3명이 임무를 수행하러 가는데도 헬리콥터와 수송기에 무인기에 정찰위성 등 온갖 첨단 감시 통신장치를 지원해주고 국직부대 개념으로 사령부마저 따로 있거나, 심지어 아예 별도의 육군 해군과 같은 군종으로 독립 경우도 있는 등 천차만별이다.
이처럼 특수부대원은 많은 경험을 필요로 한다. 한국군 기준으로 특수부대 중 정말 제대로 된 작전대원들로 구성되어 알짜배기 임무를 수행하는 인원은 최소 3~4년차 이상의 장교와 부사관으로 구성되어 있다. 미군 부사관들이 전부 병에서 출발한다고는 해도 최정예 네이비 실 등은 부사관급의 계급을 달고 난 뒤에나 지원이 가능하다.(민간에서 학사 학위자가 바로 OCS 지원해서 훈련 받는 것은 사전에 일정 프로그램을 이수하게 한다.) 예전부터 네이비씰이랑 미 육군 특전부대는 민간인에서부터 바로 지원할 수 있긴하나, 일반 부대에서 들어가는 인원들보다 더 긴 훈련 커리큘럼을 소화해야 한다. 그래도 그린베레는 거의 군경력이 2년 이상인 사람들이 대다수 지원한다.

## 특수부대와 PMC의 관계
PMC는 특수부대 전역자를 많이 고용한다. 물론 군사컨설팅이냐 용병이냐 보안이냐 경호냐 등등 분야는 다양하다. 컨트랙터로 고용되는 인원들의 경우 대다수가 유명 특수부대 출신인데, 이들은 흔히 미디어에 선전되는 것과는 달리 대놓고 총알과 폭탄이 터지는 생지옥에서 일하지 않는다. 그런 죽기 쉬운 최전방 전선 한복판에는 후진국 출신 청년들을 고용해 보내는데, 특수부대 출신들은 이들을 훈련시켜 전방으로 보내는 훈련 교관 및 컨설턴팅을 하는 것이다. 물론 저 인원들을 이끌고 지휘관으로 전투에 참여하거나, 특히 몹시 중요한 속칭 High Value Mission의 경우에는 이들로 이루어진 특별팀이 전투에 투입된다.
대다수가 고연봉을 받아 챙기는데, 전쟁터에서 유일하게 제값 받고 일하는 사람들이라고 봐도 무방할 정도로 억대는 기본적으로 받는다. 대표적인 예시로, 모 PMC 구직 사이트의 2022년 우크라이나 현지의 퇴출/보호 의뢰(EXTRACTION / PROTECTIVE AGENTS)의 경우 하루 일당이 추가수당 별도 기본 베이스 페이만 한화 약 130~260만원.

## 같이 보기
- 특수부대 목록
- 대한민국 국군 특수부대
- 코만도
- 스페츠나츠

1. ↑  “Pentagon Threatens to Punish America’s Elite Warriors for Declining the Vaccine” (영어). 2023년 5월 31일에 확인함.
2. ↑  “Are the Special Forces Stretched Too Thin?” (미국 영어). 2016년 5월 5일. 2023년 5월 31일에 확인함.